# Playa de San Antonio del Mar
Playa de San Antonio del Mar är en strand i Spanien.   Den ligger i regionen Asturien, i den norra delen av landet, 400 km norr om huvudstaden Madrid.